# Cunaxatricha tarsospinosa
Cunaxatricha tarsospinosa är en spindeldjursart som beskrevs av Castro och Den Heyer 2008. Cunaxatricha tarsospinosa ingår i släktet Cunaxatricha och familjen Cunaxidae. Inga underarter finns listade i Catalogue of Life.